# Diogmites bilobatus
Diogmites bilobatus är en tvåvingeart som beskrevs av Barnes 2010. Diogmites bilobatus ingår i släktet Diogmites och familjen rovflugor. Inga underarter finns listade i Catalogue of Life.